# 虎式直升机 (游戏)
《虎式直升机》是一款由东亚企划制作、太东在1985年发行的街机游戏。 游戏后移植至其他平台。本游戏于1986年12月5日在日本地区FC游戏机发行。
本游戏为纵向卷轴射击游戏，玩家控制着一辆直升机，需要射击坦克、战舰和大炮。值得注意的是，在整个游戏中敌方除了降落的飞机之外，并没有空中飞行物。玩家拥有两个炸弹，可以在一个大的范围内轰炸整个地面目标物。